# Смородина маньчжурская
Смородина маньчжурская (лат. Ribes mandshuricum) —  растение из рода Смородина, семейства Крыжовниковые (Grossulariaceae).

## Ботаническое описание
Кустарник в среднем до двух метров высотой, на открытой местности более кустистый и низкорослый. Кора светло-серая, отслаивающаяся небольшими пластинками. Листья до 9 см длиной и 11 см шириной, кисти большие, до 12 см длиной. Цветки до 16 мм в диаметре, многочисленные, зеленовато-жёлтые. Плоды до 9 мм в диаметре, красные, съедобные. Вкус очень кислый, терпкий.

## Распространение и экология
Общее распространение: Китай, Корея, юг Дальнего Востока. 
Встречается отдельными экземплярами и небольшими зарослями. Обитает на скалистых склонах, в ущельях, лесах. Охраняется в заповедниках.

## Значение и применение
Весенний медонос и пыльценос. Пчёлами посещается интенсивно. Нектаропродуктивность 100 цветков — 18,8—21,7 мг сахара. По другим данным сахаропродуктивность 100 цветков 4,75—8,56 мг. Продуктивность мёда при сплошном произрастании 28—39 кг/га.
Поедание крупно рогатым скотом не наблюдалось.

## Особенности
В ГБС с 1954 г. 15 экз. выращены из семян, полученных из культуры, а также из семян и саженцев из природных местообитаний Дальнего Востока и 10 экз. семенной и вегетативной репродукции. Кустарник, в первый год высота 0,5 м, в 2 года — 0,7 м, предельная высота 1,7 м, диаметр кроны 180 см. Растёт быстро в молодом возрасте, затем медленно. Вегетирует с середины апреля до начала сентября. Цветёт с 3 лет, во второй-третьей декадах мая, 14 дней. Плодоносит с 5—6 лет, плоды единичные, созревают в середине августа. Зимостойкость полная. Всхожесть семян 65 %. Укореняется 63 % черенков в холодных парниках с применением стимуляторов роста.